# Heriaeus orientalis
Heriaeus orientalis es una especie de araña cangrejo del género Heriaeus, familia Thomisidae. Fue descrita científicamente por Simon en 1918.

## Distribución
Esta especie se encuentra en Grecia, Turquía y Ucrania.